# Brent Wilson
Brent Matthew Wilson II (Las Vegas, Nevada, Estados Unidos, 20 de agosto de 1987) conocido artísticamente como Brent Wilson, es un músico estadounidense, conocido por haber sido el bajista de la banda Panic! at the Disco, antes de su expulsión en 2006.

## Biografía

### Primeros años
Wilson nació el 20 de agosto de 1987 en la ciudad de Las Vegas, Nevada, Estados Unidos. Asistió a la escuela Palo Verde High School, lugar donde conoció a Brendon Urie en una clase de guitarra. Wilson le propuso a Urie unirse como guitarrista de la banda Panic! at the Disco, debido a que en ese momento estaban en necesidad de un reemplazo. Fue uno de los miembros originales de la banda, junto con Urie, el guitarrista Ryan Ross y el baterista Spencer Smith. 

### Panic! at the Disco (2004-2006)
Wilson sirvió como bajista principal de la banda desde el 2004 hasta comienzos de 2006, cuando el 17 de mayo de ese año la banda anunció en su sitio web oficial que Wilson ya no formaría parte. Wilson inició una guerra de declaraciones en contra de la banda, afirmando que había sido literalmente expulsado de esta sin previo aviso o razón a través de una llamada telefónica. Ryan Ross declaró que su separación del grupo fue una «decisión que salió de la banda», mientras que Spencer Smith «Hemos tomado la decisión basándonos en la falta de responsabilidad de Brent, y en el hecho de que no estaba progresando musicalmente con la banda.» Smith, en respuesta a las declaraciones de Wilson, también afirmó que Wilson «no escribió ninguna nota de bajo durante las grabaciones (...) Nuestro álbum hubiera sonado exactamente igual aun si él no hubiera estado en la banda durante el proceso de grabación.» Wilson también sostuvo que el dinero tuvo algo que ver en el asunto, puesto que ese año la banda realizaría una gira que haría ganar unos 300.000 dólares, y cada uno recibiría como mínimo 50.000 dólares. Fue sustituido por el bajista Jon Walker. Desde su partida de Panic! at the Disco, Wilson no se ha involucrado en otro proyecto musical.